# Gekko romblon
Gekko romblon es una especie de gecos de la familia Gekkonidae.

## Distribución geográfica
Es endémica de las islas de Romblón y Tablas (Filipinas).